# National Association of Television Program Executives
A National Association of Television Program Executives (NATPE), também conhecida como NATPE Miami, é um evento relacionado a conteúdo televisivo onde produtores e distribuidores apresentam programas de TV que foram ou serão destaque no ano. Sua primeira edição aconteceu em maio de 1963 na cidade de Miami, Flórida. Atualmente, a conferencia é apresentada no hotel Fontainebleau Miami Beach.